# El Chavo Animado
El Chavo Animado är en mexikansk animerad TV-serie som skapades av Chespirito.